# バクラウ 地図から消された村
『バクラウ 地図から消された村』（バクラウちずからけされたむら、Bacurau）は、2019年のブラジル・フランスの西部劇映画。監督・脚本はクレベール・メンドンサ・フィリオとジュリアーノ・ドルネレス、出演はバルバラ・コーレン、ソニア・ブラガ、ウド・キアなど。ブラジルの架空の村で生じる異変を、西部劇や近未来SF、辺境ホラーなど、様々なジャンル映画の要素を一緒くたにした奇抜なストーリーテリングで現代の寓話風に描いている。R15+指定。
第72回カンヌ国際映画祭で審査員賞を受賞した。

## ストーリー
数年後の近未来、ペルナンブーコ西部のセラベルデ市（架空）近郊に位置する村、バクラウ。村の長老が死に、テレサ（バルバラ・コーレン）は長老の葬儀のために故郷に戻る。
この間、水利権をめぐる争いで、村と対立する民兵が道路と取水口を封鎖していることが描写される。バクラウ出身のギャングであるルンガは、民兵を襲撃しつつ付近に潜伏しているという。
長老の葬儀のあと、抗争相手であるセラベルデ市長のトニー・ジュニアが住民を懐柔しようとやってくるが、村中から敵意を向けられて去る。
その翌日から、携帯電話が通じなくなる、ネット上の地図からバクラウが消える、給水車が銃撃される、近隣の農家の馬が村まで逃げてくるなど、不審な出来事が立て続けに起こる。
二人の村人が、馬を届けに農家を訪ね、家族全員が殺害されているのを発見する。この二人も、バイクツーリスト風のカップルに射殺されてしまう。
村の青年達のリーダー格であるパコッチは、農家と二人の村人の死体を見つけ、ルンガに加勢を求める。ルンガ一味とパコッチは村に戻って襲撃に備える。
村人を殺したバイクのカップルは、マイケル（ウド・キア）が率いる襲撃者グループに合流する。襲撃グループは、アメリカ市民と示唆される白人の男女で、バクラウ住民の虐殺を計画しているが、ガンマニアなどのアマチュアであり、殺しに浮き立っている。
次の日、襲撃グループはバクラウに侵入する。村人たちは迎え撃つ用意を整えており、無警戒な侵入者たちを次々に討ち取り、マイケルを捕虜にする。
戦闘が終わったあとトニー・ジュニアが現れる。住民たちはトニーが襲撃の依頼者であることを見抜き、裸でロバにくくりつけて荒野に追放する。最後に残ったマイケルは、地面下の避難壕に生き埋めにされる。

## キャスト
※括弧内は日本語吹替
- テレサ: バルバラ・コーレン（ポルトガル語版）- 村の長老カルメリータの孫娘。（木下紗華）
- パコッチ/アカシオ: トーマス・アキーノ - 村の青年。ルンガの元仲間。（楠大典）
- ドミンガス: ソニア・ブラガ - 村の老医。（田村千恵）
- ルンガ: シウヴェロ・ペレイラ（ポルトガル語版） - バクラウの出身のギャングリーダー。（手塚ヒロミチ）
- プリーニオ - 村の教師。カルメリータの息子でバクラウのまとめ役。（齋藤龍吾）
- カルメリータ: リア・ヂ・イタマラカ（ポルトガル語版） - 村の長老。
- マイケル: ウド・キア - 襲撃者のリーダー。（野川雅史）
- バイクのよそ者（女）: カリーヌ・テレス（英語版）
- バイクのよそ者（男）: アントニオ・サボイア（ポルトガル語版）
- トニー・ジュニア: サーデリー・リマ - 市長。村人たちと対立。（赤坂柾之）
- エリヴァウド: ルーベンズ・サントス（佐久間元輝）
- ダミアーノ（平林剛）
- DJウルソ（江頭宏哉）
- マダレーナ（弘松芹香）
- ジュリア（渡辺えみ）
- ケイト（織部ゆかり）

## 製作
パレルハス市のバーラ村と、リオグランデ・ド・ノルテのセルタン・ド・セリドー地方のアカリ市の農村部で撮影された。

## 公開
ブラジルではVitrine Filmes、フランスではSBS Distributionが配給した。北米での公開は2020年3月6日に2館での限定公開に始まったが、新型コロナウイルスの感染拡大によって中断され、配給会社のKino-Lorberは別の手段を探すようになった。北米の約150の独立した劇場と提携した「バーチャル・シネマ」配信モデルを作成し、本作の上映は劇場のWebサイトを介してストリーミングで配信され、Kino-Lorberは収益を劇場と共有する形で公開された。
日本でもクロックワークス配給、上田香子が字幕翻訳を手掛け、2020年11月28日に公開された。

## 評価
映画批評集積サイトのRotten Tomatoesには150件のレビューがあり、批評家支持率は91%、平均点は10点満点で7.70点となっている。サイト側による批評家の意見の要約は「形式的にはスリリングで、物語的には大胆な『バクラウ 地図から消された村』は、現代ブラジルの社会政治的な問題を描き、ジャンルを超え衝撃的なドラマを提供している。」となっている。また、Metacriticには25件のレビューがあり、加重平均値は82/100となっている。
Globe and MailのBarry Hertz氏は、この映画を「猛烈な反植民地主義の論争提起であり、この映画を観た後は、主役の村の人々と同じように唖然とした感覚になるだろう。」と好意的なレビューを与え、RogerEbert.comのMonica Castillo氏は、今も続く植民地主義、政治腐敗、アメリカ帝国主義を描いているとして、階級と不平等がモチーフである『ナイブズ・アウト』や『パラサイト』との同時代性を指摘した。Canadian PressのDavid Friendは、ウド・キアの演技に注目し、「彼の最高の悪役の一つだ。」と評価した。
また、バラク・オバマ第44代アメリカ大統領はベストムービーの一つとして挙げているほか、IndieWireによる世界中の批評家が選んだ2020年のベスト映画にて第10位(ベスト外国映画では1位)、ローリング・ストーン誌による2020年の年間ベスト・ムービー20選にて5位にランクインしている。

### 受賞歴
- 第72回カンヌ国際映画祭審査員賞[19]
- 第86回ニューヨーク映画批評家協会賞外国語映画賞[20]